# 朝日ジャーナル
『朝日ジャーナル』（あさひジャーナル）は、日本の週刊誌。1959年に創刊され1992年に廃刊となった。当時の発行元は朝日新聞社。

## 沿革
「報道・解説・評論」を3本の柱として、『週刊新潮』創刊による週刊誌ブームと週刊誌創刊ラッシュの渦中の1959年に、田中慎次郎朝日新聞社取締役出版局長の下、創刊された。当初、創刊編集長には『週刊朝日』を100万部雑誌に育て上げた扇谷正造が就任する予定だったが、編集方針の食い違いから更迭され、朝日新聞大阪本社の論説委員である和田斉がその任にあたった。創刊号の1959年3月15日号は定価40円、発行部数は37万部。当時の朝日新聞社にとっては、『週刊朝日』『アサヒグラフ』に次ぐ第3の週刊誌であった。
ベトナム反戦運動や安保闘争、文化大革命を背景に1960年代から1970年代には隆盛を極めた。「全共闘運動」とも言われた左翼運動が盛んだった1969年には、早稲田大学新聞に「右手にジャーナル、左手にマガジン（『週刊少年マガジン』）」と書かれた。このフレーズは当時「手にはジャーナル、心はマガジン」「右手にジャーナル、左手にパンチ（『平凡パンチ』）」とも喧伝され、左翼的思想を支持する当時の「全共闘世代」、「団塊の世代」によく購読されていた。1968年の下半期が『朝日ジャーナル』の最盛期で、平均部数は26万部であった。1967年5月には、対抗誌として恒文社から『潮流ジャーナル』という週刊誌も創刊された。
さらに1970年代に入ると学生運動は下火になり、発行部数は激減、1960年代には発行部数は27万部と言われていたが、1970年代半ばからは赤字続きとなる。1971年3月に赤瀬川原平が連載の「櫻画報」で朝日新聞社を戯画化したことで、朝日新聞上層部は当該号を回収し2週間休刊した上で編集部の大幅な人事異動を実施するが、1972年1月に編集者の川本三郎が事件の証拠物を預かり証憑湮滅罪で逮捕され（朝霞自衛官殺害事件）、混乱に追い打ちをかけた。その後はロッキード事件の報道で繋ぎ、立花隆が長期間にわたって連載をしたが、販売部数の低迷が続いた。『潮流ジャーナル』も短期間で廃刊となり、『朝日ジャーナル』は類似誌のない中で刊行が続けられた。
1984年1月から筑紫哲也が編集長に就任。表紙のロゴをローマ字に、浅田彰を起用した「ニュー・アカデミズム路線」を採用して、新人類も話題となった。一方でこの路線は、若者にすり寄る「軽チャー路線」とも言われて従来の読者の反発を呼び、「文化偏重」との批判も受けた。この筑紫カラーの色濃く出た筑紫編集長時代は「筑紫ジャーナル」とも称された。商業的には6万部台だった部数を9万部に引き上げた。
しかしこの路線も長続きせず、結局筑紫は1987年を持って編集長を退任。その後の伊藤正孝時代はリクルート事件や昭和天皇の重体と崩御などの大事件があった時期は部数を維持したが、後半は部数を落としていった。1990年5月から初の女性編集長として下村満子が就任して誌面を刷新。国際記事と「女性もの」を新たな売りにし、数千万円をかけてテレビCMも流した。しかし、1990年前半期の平均部数は6万部と低迷を続け、さらに6万部を割って年間数億円の赤字を生む状況で改善の目処がないため、役割を終えたことを理由に1992年5月29日号を最終号として、下村満子の代で休刊となった。1988年に朝日新聞社が新たに週刊誌『AERA』を創刊し、朝日新聞社が4つの週刊誌を抱える過当競争も休刊の一因といわれる。

### 休刊後
2007年に『週刊朝日』創刊85周年企画で、『週刊朝日』2007年3月16日号の特集企画の雑誌内雑誌として、22ページにわたって『朝日ジャーナル』2007年3月16日号が掲載され、15年ぶりに「復刊」した。内容は、筑紫哲也と宮崎哲弥の対談と33年間の見出し、「私の考える美しい国」をテーマにした寄稿などである。
2009年に創刊50周年を迎え、これを記念して、朝日新聞出版から『週刊朝日』緊急増刊号として4月14日に「怒りの復活」として復刊された。柄谷行人、高村薫らが寄稿するほか、筑紫によるインタビュー記事の一部が再録された。復活号の部数は5万部と言われる。単発での復刊だが、『週刊朝日』編集長の山口一臣は「売れ行きしだいでは定期刊行を考慮したい」としていた。

## 注目された記事
赤瀬川原平「櫻画報」最終回
1971年3月19日号の連載「櫻画報」の最終回で、赤瀬川が朝日新聞の社章が日の出のように水平線から昇る絵に、「アカイ アカイ アサヒ アサヒ」とつけ、さらに「朝日は赤くなければ朝日ではないのだ」とキャプションをそえた。この記事の表現が読者に誤解を与えかねないとして、朝日新聞社に問題視されて、『朝日ジャーナル』の当該号は自主回収された。この事件で編集長が更迭された他、朝日新聞出版局では61名の人事異動がなされ、『朝日ジャーナル』自体も2週間にわたって休刊した。
霊感商法批判キャンペーン
1980年代半ば、当時社会問題となっていた世界基督教統一神霊協会（統一協会）による霊感商法について、ルポライターの有田芳生（現・立憲民主党参議院議員）が行っていた連載。
おいしい国鉄
1985年、国鉄分割民営化に反対した特集。同じ発行元の朝日新聞でも賛成記事があったのに対して、反対の論陣を張った。筑紫哲也編集長も巻頭コラムで「国鉄処分に反対する」との意見を表明していた。タイトルの「おいしい…」は、セゾングループの広告「おいしい生活」（糸井重里作）のもじり。
山形の首領（ドン）
1985年、山形県で交通・メディアを牛耳る服部敬雄（山形新聞、山形放送（YBC）、山形交通（現：ヤマコー）社長）のそれまでタブーとされていた問題を特集。山形県内で売り切れる事態が続出したが、服部サイドによる買い占めも行われていたとされる。

## 歴代編集長
- 和田斉
- 岡田任男
- 影山三郎（ - 1966年6月）
- 横田整三（1966年7月 - 1967年8月）
- 篠山豊（1967年9月 - 1969年3月）
- 和田教美（1969年4月 - 1969年10月）
- 小南祐一郎（1969年11月 - 1971年4月）
- 黒川豊蔵（1971年5月 - 1971年12月）
- 玉利勲（1972年1月 - 1973年3月）
- 尾崎正直（1973年4月 - 1974年7月）
- 塩口喜乙（1974年8月 - 1977年3月）
- 宮下展夫（1977年4月 - 1980年7月）
- 高瀬昭治（1980年8月 - 1983年12月）
- 筑紫哲也（1984年1月 - 1987年3月）
- 伊藤正孝（1987年4月 - 1990年5月）
- 下村満子（1990年6月 - 1992年5月）

## 関連書籍
- 『朝日ジャーナルの時代 1959→1992』（朝日新聞社、1993年 ） - ダイジェスト
- 『オカザキジャーナル』（平凡社、2015年）- 1991年1月4日号から1992年5月29日最終号まで最終ページに１ページ掲載された岡崎京子のコミックエッセイ（全68回）